# カニンブラ級揚陸輸送艦
カニンブラ級揚陸輸送艦（カニンブラきゅうようりくゆそうかん; 英語: Kanimbla class landing platform amphibious）はオーストラリア海軍の揚陸艦。アメリカ海軍のニューポート級戦車揚陸艦を取得し、大規模改装を行った艦である。1994年に取得し、2011年までに退役した。同型艦は2隻。

## 取得
1990年に入る頃、オーストラリア海軍は、輸送艦「ジャービスベイ」の後継として、ヘリコプター運用が可能な練習艦兼用の艦船の取得を検討開始した。そのための艦船建造には5億オーストラリアドルを要すると見積もられた。1993年により低コストの手法を検討することとなった。ちょうどその頃、アメリカ海軍のニューポート級戦車揚陸艦は退役を開始し、友好国への譲渡が行われ始めていた。
1994年に、オーストラリア海軍は2隻のニューポート級（「サギノー」（LST-1188）及び「フェアファックス・カウンティ」（LST-1193））を6,100万オーストラリアドルで購入し、その上で改装によりヘリコプター運用能力を付与し、両用戦能力を強化することとした。1994年、「サギノー」はアメリカ海軍を退役後、直ちにオーストラリア海軍籍の「カニンブラ」となり、オーストラリア海軍クルーによりオーストラリアへと回航された。「フェアファックス・カウンティ」はアメリカ海軍クルーによりオーストラリアへ回航され、退役後に「マノーラ」となった。オーストラリア海軍クルーはサギノー退役前にヴァージニア州ノーフォークにおいて訓練を受けていた。

## 改装
オーストラリア海軍が取得した2隻は、シドニーの東部艦隊基地で係留されていたが、1996年よりニューカッスルにおいて、戦車揚陸艦を輸送揚陸艦へとする改装がされることとなった。
改装は大規模であり、ニューポート級の特徴であった艦首のドアやデリック、戦車用ランプは取り払われた。艦後部のヘリコプター甲板は拡幅・強化され、ヘリスポットが2か所設けられた。また、3機のシーキングまたは4機のブラックホーク・ヘリコプターが収納できる格納庫が追加されている。搭載機としての運用はできないものの、後部甲板はチヌーク・ヘリコプターの離着艦も可能である。前部甲板も拡幅され、LCM-8上陸用舟艇2隻を搭載し、70トン・クレーン1基を用いてはん水及び揚収を行う。LCM-8を搭載していない場合は、前部甲板はヘリコプター甲板としても運用でき、3ヶ所目のヘリスポットとなる。兵員450名を搭載でき、医療・給食設備も整えられた。
改装の検討は1995年から1996年にかけて行われ、HMASマノーラより改装が行われた 。しかし、両艦とも、広範な腐食が発見されており 、改装費は両艦で4億オーストラリアドルまで増大し、その半分は修理費にとられることとなった。両艦が運用に入るのは、1990年代末となった。

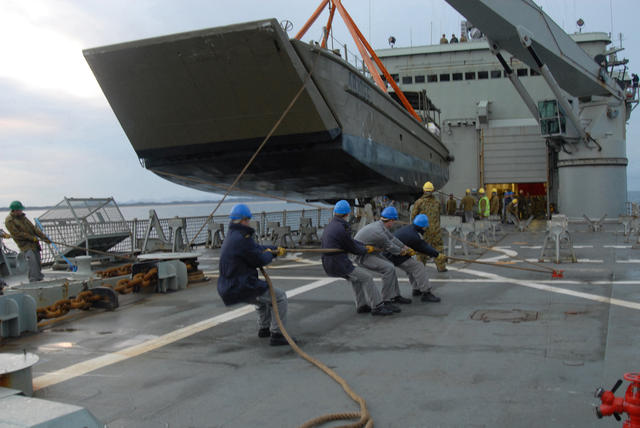
艦橋前クレーンとLCM。
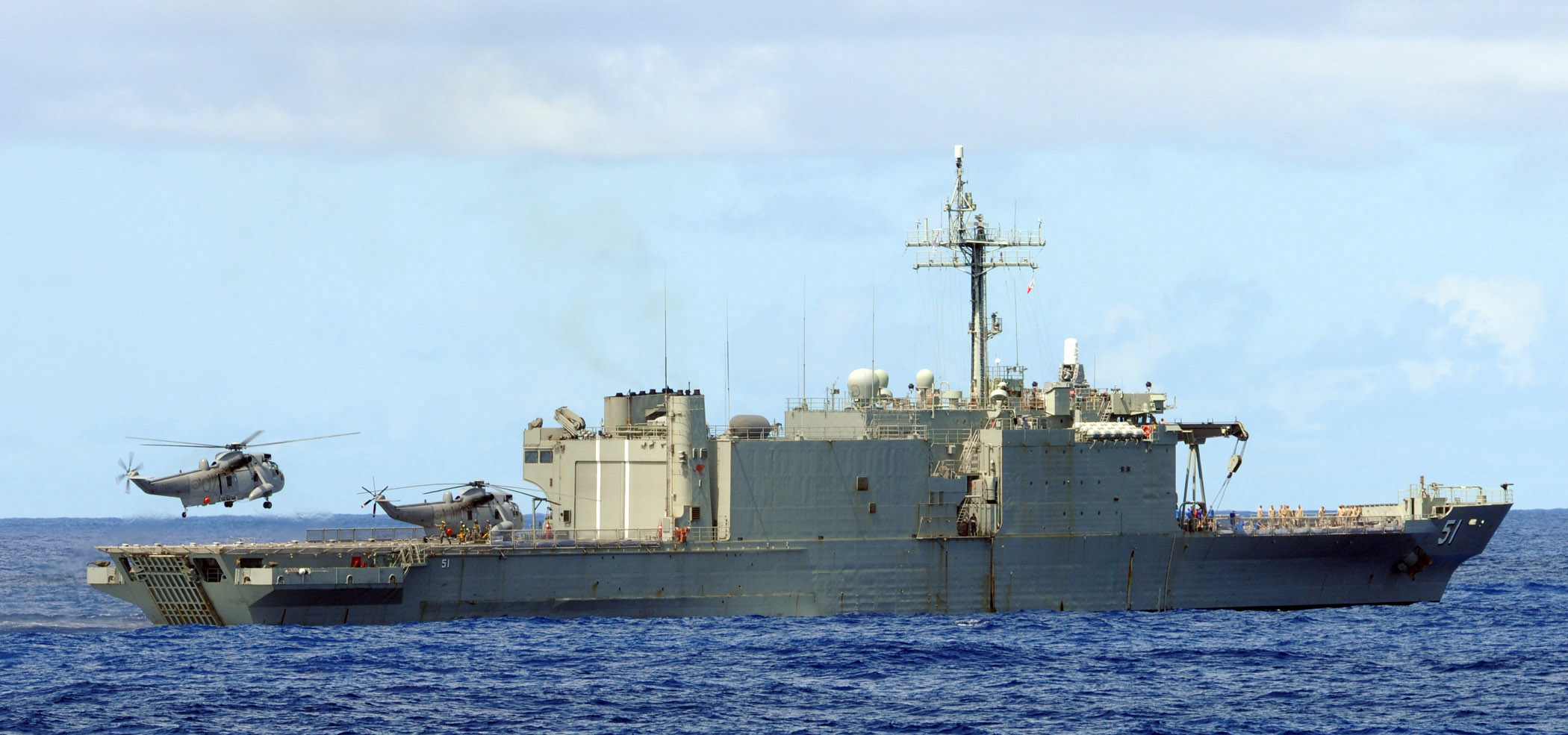
ヘリ甲板とハンガー。

## 運用
両艦は東部艦隊基地を母港とし、主に東南アジア地域が活動を行った。オーストラリア政府が緊急事態に際し派遣する初動部隊として用いられた。アフガニスタンとイラクへの介入に際しても支援を行い、2006年の東チモール騒乱にも派遣された。また、2004年のスマトラ島沖地震の救援任務にも派遣されている。
2010年9月に両艦は東部艦隊基地に戻され、艦に関する問題のために作戦休止状態に置かれた。広範な腐食に加え、クレーンや警報システムに不良が出、推進機関や電気設備、通信機器には大幅な修理が必要とされた。艦の使用頻度が高いことに加え、老朽化とメンテナンスの遅れが要因とされる。2010年11月1日に両艦の状態は不良で、二度と出港出来ないとの報告がなされたが、その翌日に海軍は2011年の早い時期に修理したいとの意向も示していた。